# Marcon
Marcon – miejscowość i gmina we Włoszech, w regionie Wenecja Euganejska, w prowincji Wenecja.
Według danych na rok 2004 gminę zamieszkuje 12 170 osób, 486,8 os./km².